# Old Sparky

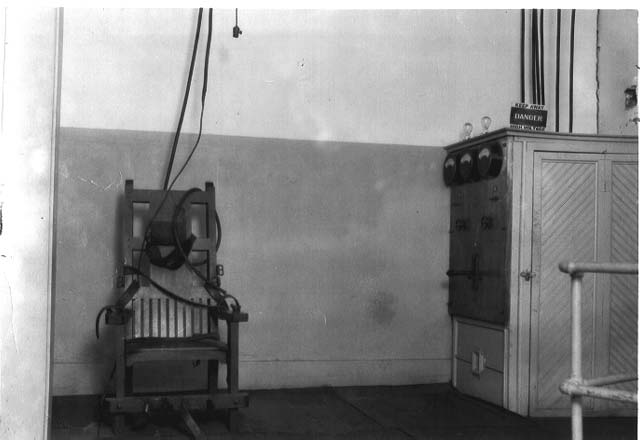
Old Sparky w Arkansas

Old Sparky (ang., pol. stary [znajomy] elektryk / stara [znajoma] iskierka) to pseudonim, jaki nadano krzesłom elektrycznym w stanach Arkansas, Connecticut, Floryda, Georgia, Illinois, Kentucky, Nebraska, Ohio, Oklahoma, Nowy Jork, Teksas oraz Wirginia. Czasami określenia "Old Sparky" używa się do określenia krzesła elektrycznego w ogóle, nie mając zarazem na myśli żadnego konkretnego z nich.

## Odniesienia w kulturze
- W Zielonej mili Stephena Kinga, a także w jej filmowej adaptacji Old Sparky używane jest jako oficjalna metoda egzekucji.
- W serialu Showtime pt. Dexter seryjny morderca Dexter Morgan wielokrotnie wspomina o "Old Sparky" jako o następstwie swojego schwytania.
- W 2012 roku polski thrash metalowy zespół Acid Drinkers umieścił utwór pt. Old Sparky na swoim albumie La part du diable.